# Elle Andersdatter
Elle Andersdatter, död omkring 1643, var en dansk psalmförfattare. 
Hon var enligt sägen borgarhustru i Maribo på Lolland.  
I svenska psalmboken 1937 representerad med psalmerna I hoppet sig min frälsta själ förnöjer som nr 599 samt som nr 325 i Den svenska psalmboken 1986, och Eja, mitt hjärta, hur innerlig är fröjden (nr 598 1937) som egentligen är samma psalm, fast närmare originalet. 
I en dansk psalmbok från 1645 kallas psalmen ”En skön andelig visa om alla troende Guds barns glädje uti det eviga livet”, där första bokstaven i varje vers av originalet bildar namnet Elle Andersdatter och är ett så kallat akrostikon.

## Psalmer
- Eja, mitt hjärta, hur innerlig är fröjden nr 639 i 1986 års svenska psalmbok
- I hoppet sig min frälsta själ förnöjer nr 325 i 1986 års svenska psalmbok Finns på Wikisource.
- Den svenska psalmboken 1819
  - 487 I hoppet sig min frälsta själ förnöjer
- Nya psalmer 1921
  - 673 Eja, mitt hjärta, hur innerlig